# ناغس (كارولاينا الشمالية)
ناغس (بالإنجليزية: Nags Head, North Carolina)‏ هي بلدة أمريكية تقع في الولايات المتحدة في مقاطعة دير. يقدر عدد سكانها بـ 2,757 نسمة ومساحتها 17.2 كم2 ووترتفع عن سطح البحر 1 متر.

## التركيبة السكانية
حدّد مكتب تعداد الولايات المتحدة بيانات التركيبة السكانية لناغس في تعداد الولايات المتحدة. في ما يلي، التركيبة السكانية حسب تعدادي 2000 و2010.

### تعداد عام 2000
بلغ عدد سكان ناغس 2,700 نسمة بحسب تعداد عام 2000، وبلغ عدد الأسر 1,138 أسرة وعدد العائلات 726 عائلة مقيمة في البلدة. في حين سجلت الكثافة السكانية 157 نسمة لكل كيلومتر مربع (406.6/ميل2). وبلغ عدد الوحدات السكنية 4,149 وحدة بمتوسط كثافة قدره 241.2 لكل كيلومتر مربع (624.7/ميل2).
وتوزع التركيب العرقي للبلدة بنسبة 96.96% من البيض و1.33% من الأمريكيين الأفارقة و0.15% من الأمريكيين الأصليين و0.44% من الأمريكيين ذوي الأصول الآسيوية و0.48% من الأعراق الأخرى و0.63% من عرقين مختلطين أو أكثر و1.44% من الهسبانيون أو اللاتينيون من أي عرق.
بلغ عدد الأسر 1,138 أسرة كانت نسبة 27.2% منها لديها أطفال تحت سن الثامنة عشر تعيش معهم، وبلغت نسبة الأزواج القاطنين مع بعضهم البعض 54% من أصل المجموع الكلي للأسر، ونسبة 6.7% من الأسر كان لديها معيلات من الإناث دون وجود شريك،  بينما كانت نسبة 3.1% من الأسر لديها معيلون من الذكور دون وجود شريكة وكانت نسبة 36.2% من غير العائلات. تألفت نسبة 26% من أصل جميع الأسر من عدة أفراد يعيشون في نفس المنزل ونسبة 7.6% كانت تتألف من شخص يعيش بمفرده يبلغ من العمر 65 عاماً أو أكثر. وبلغ متوسط حجم الأسرة المعيشية 2.26، أما متوسط حجم العائلات فبلغ 2.71.
بلغ العمر الوسطي للسكان 42.7 عاماً. وكانت نسبة 19.2% من القاطنين تحت سن الثامنة عشر، وكانت نسبة 5.1% بين الثامنة عشر والرابعة والعشرين عاماً، ونسبة 30.5% كانت واقعةً في الفئة العمرية ما بين الخامسة والعشرين والرابعة والأربعين عاماً، ونسبة 27.7% كانت ما بين الخامسة والأربعين والرابعة والستين، ونسبة 12.9% كانت ضمن فئة الخامسة والستين عاماً فما فوق. يوجد لكل 100 أنثى 100.3 ذكر، ويوجد لكل 100 أنثى في الثامنة عشر من عمرها فما فوق 102.3 ذكر.
بلغ متوسط دخل الأسرة في البلدة 53,095 دولارًا، أما متوسط دخل العائلة فبلغ 61,302 دولارًا. وكان متوسط دخل الذكور 33,289 دولارًا مقابل 30,139 دولارًا للإناث. وسجل دخل الفرد الخاص بالبلدة 30,157 دولارًا. وكانت نسبة 4.4% من العائلات ونسبة 6.1% من السكان تحت خط الفقر، وكان من هؤلاء نسبة 7.9% تحت سن الثامنة عشر ونسبة 4.3% في الخامسة والستين من العمر وما فوق.

### تعداد عام 2010
بلغ عدد سكان ناغس 2,757 نسمة بحسب تعداد عام 2010، وبلغ عدد الأسر 1,223 أسرة وعدد العائلات 741 عائلة مقيمة في البلدة. في حين سجلت الكثافة السكانية 160.3 نسمة لكل كيلومتر مربع (415.2/ميل2). وبلغ عدد الوحدات السكنية 4,884 وحدة بمتوسط كثافة قدره 284 لكل كيلومتر مربع (735.6/ميل2).
وتوزع التركيب العرقي للبلدة بنسبة 94.60% من البيض و1.60% من الأمريكيين الأفارقة و0.54% من الأمريكيين الأصليين و0.33% من الأمريكيين ذوي الأصول الآسيوية و0.04% من سكان جزر المحيط الهادئ و1.41% من الأعراق الأخرى و1.49% من عرقين مختلطين أو أكثر و3.23% من الهسبانيون أو اللاتينيون من أي عرق.
بلغ عدد الأسر 1,223 أسرة كانت نسبة 23.1% منها لديها أطفال تحت سن الثامنة عشر تعيش معهم، وبلغت نسبة الأزواج القاطنين مع بعضهم البعض 49.2% من أصل المجموع الكلي للأسر، ونسبة 7.2% من الأسر كان لديها معيلات من الإناث دون وجود شريك،  بينما كانت نسبة 4.2% من الأسر لديها معيلون من الذكور دون وجود شريكة وكانت نسبة 39.4% من غير العائلات. تألفت نسبة 29% من أصل جميع الأسر من عدة أفراد يعيشون في نفس المنزل ونسبة 8.7% كانت تتألف من شخص يعيش بمفرده يبلغ من العمر 65 عاماً أو أكثر. وبلغ متوسط حجم الأسرة المعيشية 2.19، أما متوسط حجم العائلات فبلغ 2.65.
بلغ العمر الوسطي للسكان 46.8 عاماً. وكانت نسبة 16.9% من القاطنين تحت سن الثامنة عشر، وكانت نسبة 5% بين الثامنة عشر والرابعة والعشرين عاماً، ونسبة 25.4% كانت واقعةً في الفئة العمرية ما بين الخامسة والعشرين والرابعة والأربعين عاماً، ونسبة 35.8% كانت ما بين الخامسة والأربعين والرابعة والستين، ونسبة 16.8% كانت ضمن فئة الخامسة والستين عاماً فما فوق. وتوزع التركيب الجنسي للسكان بنسبة 49.7% ذكور و50.3% إناث.